# ゆのせ徹朗
ゆのせ 徹朗（ゆのせ てつろう、11月24日 - ）は、福井県を拠点に活動するローカルタレント、実業家。有限会社「企画ゆのせ商店」代表取締役。石川県鹿島町出身。
福井放送 (FBC) の番組を主な活動の場としており、1997年から2006年まで同局の『夕方いちばんプラス1』に夕刊マンとして出演していた。また、2007年からの『おじゃまっテレ』出演時にはゆ〜かん7（セブン）を名乗っていた。
2009年には『午後はとことんワイド』木曜パーソナリティの阿部真由美からの依頼により、彼女とFBCオリジナルコンビニ弁当2品を考案した。これらは、同年6月30日から7月13日まで北陸3県のサークルKサンクス各店で販売された。
タレント活動をする傍ら、北陸地方で行われるイベントの企画・運営や映像制作も手がける。県内各地での講演も行っており、その際には本名の湯瀬 徹朗（読み同じ）で参加することがある。

## 出演

### テレビ番組
- 福井ナイトスポット（福井テレビ）
- 夕方いちばんプラス1（福井放送） - 「夕刊ひろい読み」担当[6]、駅前中継リポーター（月曜 - 木曜）[7]
- おじゃまっテレ（福井放送） - 「ゆ〜かん7のこれっておいくら？」「ゆ〜かん7の王様の耳」リポーター[4]
- お子様ランチコンテスト（福井放送）

### ラジオ番組
- なまDE一発（FBCラジオ）
- 午後はとことんワイド（FBCラジオ） - 前述のコンビニ弁当企画により、2009年5月から阿部真由美担当の「あべちゃんの笑顔に会いたい木曜日」にゲスト出演していた。また同年7月には弁当宣伝のため、加藤直也担当の「直也のやる気満タン！月曜日」にも出演した。
- どぉ〜ンと土曜日（FBCラジオ） - 「教えて町のでんきやさん」担当